# 奥克兰战争纪念博物馆
奧克蘭戰爭紀念博物館（Auckland War Memorial Museum）是新西蘭最重要的博物館之一，1929年11月28日開幕。其收藏集中於新西蘭歷史、自然史以及軍事史。
奧克蘭戰爭紀念博物館也是奧克蘭的一座地標，新古典主義風格建築，坐落在奧克蘭市中心附近的奧克蘭領地公園 (Auckland Domain)（一座休眠火山的遺跡）。

## 歷史
奧克蘭博物館於1852年開始展覽藏品和展品。1867年，奧克蘭人成立了一個學術團體—奧克蘭哲學會，也就是後來的奧克蘭學院。在幾年之內奧克蘭哲學會與博物館合並，兩者合稱為奧克蘭學院及博物館直到1996年。奧克蘭戰爭紀念博物館是1929年開放的新建築的名稱，但自從1996年開始該名稱也被更加廣泛的運用於稱呼該學院。從1991年至2003年奧克蘭戰爭紀念博物館的毛利語名稱為Te Papa Whakahiku。
奧克蘭博物館的起源可追隨到1852年，當時是作為一個農場工人的小屋在奧克蘭大學的現址上建立的。隨著當時對羊毛標本捐獻的呼籲，在當年該博物館吸引了708名來訪者。
在其後的一個年代中，人們對奧克蘭的博物館的興趣有所縮減，即使奧克蘭博物館的藏品在增加。 在1869年，這個有點被忽略的博物館被轉到奧克蘭學院的關照之下（奧克蘭學院成立於兩年之前）。奧克蘭博物館還在靠近政府大樓，與北方俱樂部隔街相望的王子街(Princes Street)上興建了一座意大利式的建築。新建築在1876年6月5日由時任新西蘭總督諾曼比侯爵(Marquis of Normanby)開放。新建築包括一個大型的頂部由金屬框架天窗頂部照亮的畫廊。不過該房間有在冬季時無法取暖，但在夏季時又加熱過度的缺陷。當時帆布遮陽篷曾被用來抵擋屋頂免受猛烈的陽光照射，這造成室內發暗同時也使得展品難以被看清。在原建築的旁邊又添加了幾個展覽室。在19世紀的90年代的訪問者包括法國藝術家高更(Gauguin),他勾畫了幾件毛利人展品並將其包含在他本人的大溪地時期繪畫之內。
在20世紀早期時該博物館及其藏品在有在有遠見的策展人托馬斯.齊斯曼(Thomas Cheeseman)下興旺起來，他將原本排序的雜亂無章的自然歷史，古典雕塑和人類學產品分開排序。對於更佳的展覽條件以及額外的空間的需求使奧克蘭博物館搬離了其在王子街的原址，同時與紀念第一次世界大戰陣亡將士的戰爭紀念館合並。新址位於政府領地的一座小丘上並擁有懷蒂馬塔灣(Waitemata Harbour)的海景。奧克蘭市議會在1918年給予了許可，市議會同時慷慨地贈予了博物館議會3個席位。除了10,000英鎊的初始禮物外，市議會還同意每年從維護設施的費率中獲得補貼，並最終號召其他幾個地方機構遵守每年法定征費6,000英鎊的原則，以支持博物館的維修費用。
在世界範圍內的設計競賽是英國建築師協會所資助的，1,000英鎊的獎品吸引了超過70項參賽作品，奧克蘭公司格裏爾遜，艾梅爾於同德拉芬以他們的新古典主義，同古希臘與古羅馬式廟宇所相似的建築贏得了競賽。1920年，奧克蘭戰爭紀念博物館的現址被確認為該館的新的家園。在奧克蘭時任市長詹姆斯. 岡森(James Gunson)爵士展開了成功的籌款活動之後, 奧克蘭戰爭紀念博物館的建設正式開始了，並於1929年竣工。 新的博物館由時任新西蘭總督查爾斯. 弗格森(Charles Fergusson)總督對外開放。
博物館建築師委托皇後街(Queen Street)的孔斯珠寶商（Kohns Jeweler）為博物館制作精美細致的銀色模型。這是在博物館建成後向詹姆斯·岡森爵士贈送的，以表彰他領導該項目。
該建築被認為是南半球最佳的古希臘-古羅馬式建築之一。 它被新西蘭歷史名勝信托列為“A級”，並將其指定為保護至關重要的建¬¬¬築物。十分有趣的一點是館內的灰泥將新西蘭原住民毛利人式的內容同新希臘風格和藝術裝飾風格融為一體。同樣，描繪20世紀武裝部隊及人員的外部浮雕的風格融合了新希臘與藝術裝飾風格。該建築的大部分是英國波特蘭石，但是也有來自科羅曼德(Coromandel)半島的新西蘭花崗巖的詳細設計部分。
後來，在1929年原建築的基礎上又增加了兩項添加物，第一項是在20世紀50年代為紀念第二次世界大戰，在原建築的南部後方增加了一個帶有大型半圓形庭院的行政附樓。此項延伸是在水泥灰泥中呈現的混凝土砌塊結構，以與早期建築的波特蘭石頭協調。第二項是在2006年，博物館的內院被位於南入口處的大中庭環繞。
博物館前廊上引用了古希臘將軍伯裏克利的語錄“整個地球是著名人物的墳墓”，使其符合該館對軍事性質事務的紀念地位。

### 修整

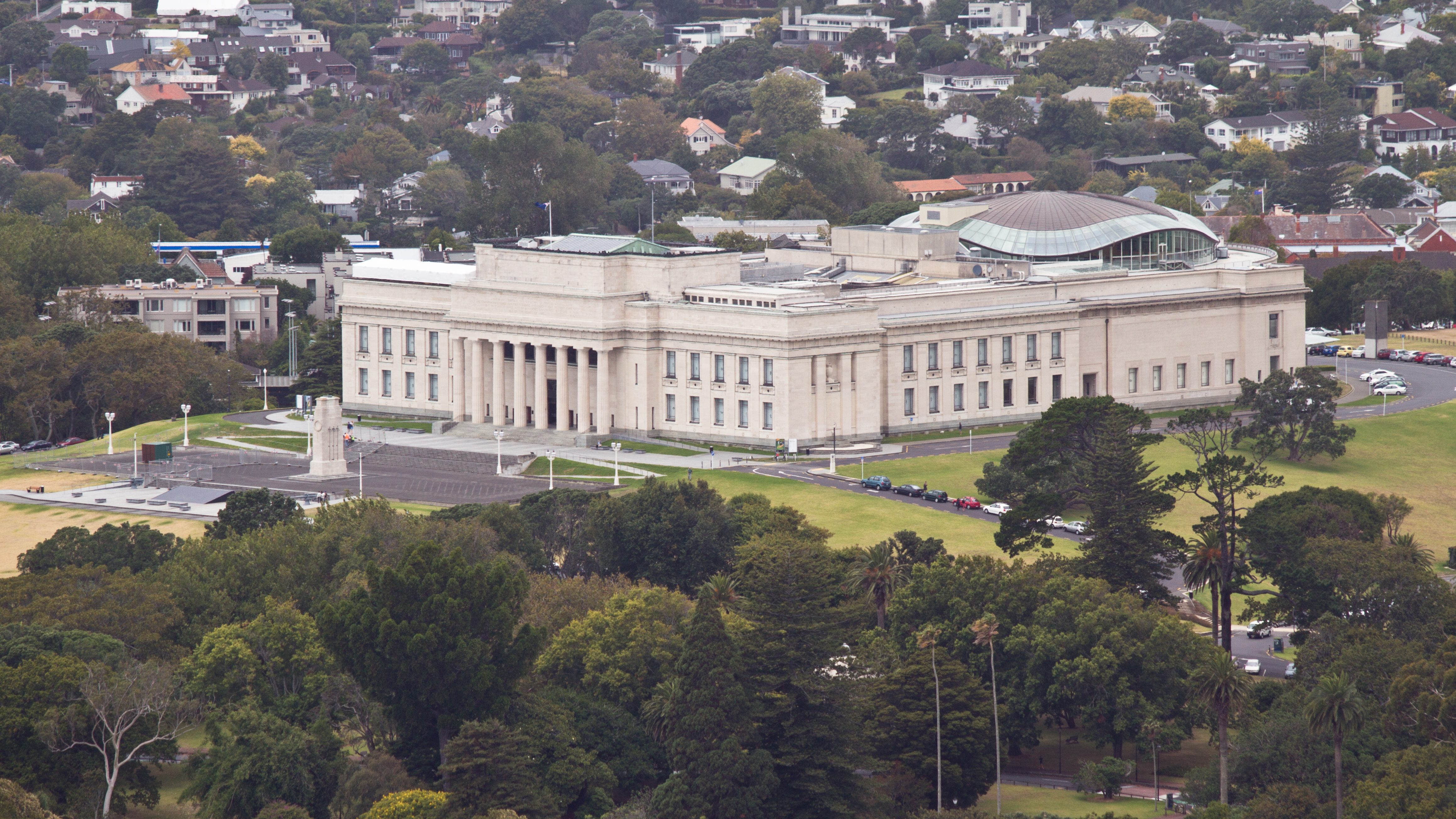
奧克蘭戰爭紀念博物館

在過去的二十年間，奧克蘭戰爭紀念博物館在兩個階段中被修改並擴建。在20世紀90年代的第一階段中，現有建築經歷了修復並有部分展品被替換，共耗資4300萬新西蘭元。在第二階段中，一個大中庭-圓頂在中央庭院被建起，使得建築的面積增加了60%（新增9,600平方米）。這一階段耗資達6450萬新西蘭元，其中2700萬是政府所提供的，剩下的耗資是由ASB信托（提供1290萬）以及其他捐助者提供的。第二階段於2007年竣工。
雖然有人批評博物館的銅和玻璃圓頂，以及它下面的觀景平臺活動中心“像個崩塌的舒芙蕾”，但是這一切很快還是得到了評論員和大眾的贊賞，人們註意到“它的波動線條就像奧克蘭周邊的火山丘陵地貌”，在圓頂頂下的活動中心被比作像是“一條巨大的黃貂魚的奶油色的腹部” ，“它的漣漪翅膀在獨特的城市天際線上徘徊”。在2007年6月，奧克蘭戰爭紀念博物館的“大中庭”項目榮獲了新西蘭物業委員會的最高獎項，被該委員會稱贊為”世界級“，也是作為成功的將復雜的設計和遺產需求合為一體的例子。”大中庭“項目同樣榮獲了新西蘭教育學院委員會的新西蘭發明金獎（結構工程）。
圓頂下方的新部分大部分位於大約30米的貝殼杉木鑲板球體內，將增加900平方米的額外展覽空間，以及圓頂屋頂下的在48米寬的自由跨度內的700人活動中心，旅遊和學校團體的新區域則包括一個200個座位的球形禮堂以及一個450個座位的餐廳。作為擴張部分的內部中心部分的碗狀物重達700噸，並懸掛在桁架上，從桁架上方懸掛著四個豎井。後方還新建了一個204個空間的地下停車庫，以滿足奧克蘭地區對停車場的高需求量。
博物館的新部分被正面地比作為俄羅斯套娃，建築中的建築。

## 藏品與展品
此博物館擁有大量的毛利與太平洋島國文物，包括Hotunui（霍圖努伊，一個於1878年在新西蘭泰晤士(Thames）建成的整體的大型會議室)，以及Te Toki a Tapiri(蒂托基阿塔皮裏,一只於1830年由蒂瓦卡皮洛胡卡(Te Waaka Perohuka)建成的毛利戰船。奧克蘭戰爭紀念博物館收藏了120萬張圖像，同時也收藏了150萬來源於植物學，昆蟲學，地質學，陸地脊椎動物和海洋生物學領域的自然歷史標本。該館的所述目標是最終擁有所有新西蘭物種的標本。
奧克蘭戰爭紀念博物館同時也廣泛收藏了有關於戰爭的固定展品，包括新西蘭境內的戰爭和新西蘭參加過的海外沖突。展品包括毛利人的駐防定居點，還有原版的英國噴火式和日本的零式戰鬥機。該館擁有新西蘭最大的應用和裝飾藝術收藏品，目前在地標和邂逅畫廊展出。
奧克蘭戰爭紀念博物館也提供變換的特殊展覽。在2006年這些曾包括達芬奇和維京人的展覽。 2006年12月初重新開幕後的首次展覽是瓦卡莫阿那（Vaka Moana），此次展覽是有關於第一批到達新西蘭的波利尼西亞探險家的展覽。之後，展覽開始在世界各地環遊了好幾年。 2009年初，博物館舉辦了一場有史以來被發現的最完整（超過90％）霸王龍化石的展覽，綽號為“蘇”。

## 戰爭紀念館

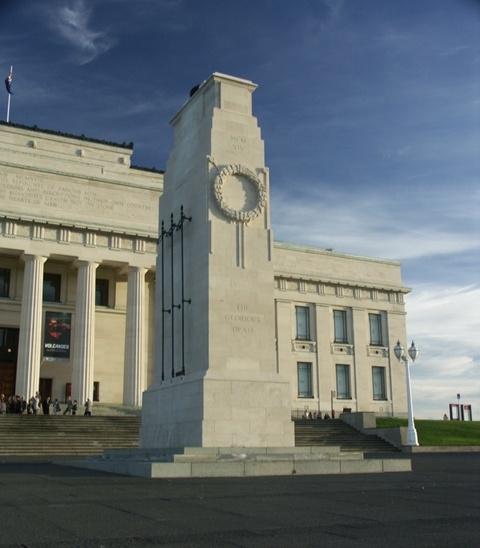
戰爭紀念碑

該博物館的一部分，以及在博物館前面的紀念碑及其周圍的聖地（榮譽庭院），也作為戰爭紀念館，主要是為那些在第一次和第二次世界大戰中喪生的人。博物館內有兩個“記憶大廳”，其墻壁和一些額外的大理石板塊列出了20世紀在重大沖突中陣亡的奧克蘭地區所有已知新西蘭士兵的名字。
新西蘭皇家歸來者與服役協會(RSA)的代表指出紀念碑區域需要修整，而且也希望該區域能得到來公園或博物館的遊客更多的尊重。 奧克蘭市正在考慮用花崗巖和玄武巖鋪路替換舊的混凝土鋪路。這項計劃由於成本而遭到反對。然而，奧克蘭市還是進行了大量的補救工作，以改善現有榮譽法院的狀況，包括修復和照明臺階，紀念碑的上照燈，以及奧克蘭新西蘭皇家歸來者與服役協會提供的比較清晰的和新的解釋性雕刻。
2010年初，奧克蘭市議會開始在榮譽法庭前工作，當時是一個較小的停車場所占據。該區域將被改建，使其能夠提供新的水景，而人行道和其他基礎設施也將進行升級。法院的工作將由2010年的澳新軍團日完成，其余部分將於2010年7月完成。

## 歷任館長
從1852年到1867年該博物館被短期或義務工作人員所運營，包括約翰亞歷山.大史密斯和F.W.赫頓。

1868-1874:托馬斯柯爾克Thomas Kirk
1874-1923: T.F.其斯曼 (T. F. Cheeseman)

1924-1964: 吉爾伯特.阿爾齊爵士(Sir Gilbert Archey)

1964-1979: E.G.特爾波特(E. G. Turbott)

1979-1993:G.S. 帕克(G. S. Park)

1994-2007: T.L.羅德尼威爾遜(T. L. Rodney Wilson)

2007-2010:V.維塔利 (V. Vitali)

2010-2011:唐.邁克金農爵士 (Sir Don McKinnon) （臨時主任）

2011-2016: 海軍少將羅伊.克萊爾C.B.E (Rear Admiral Roy Clare C.B.E.)

2017- : 大衛.蓋姆斯特(David Gaimster)

## 交通
一個新的火車站，展示了新市場(New Market)車站的歷史性建築的帕內爾(Parnell)火車站，於2017年3月12日在奧克蘭戰爭紀念博物館的正東方，郊區帕內爾開放。此站預期將經歷博物館來訪者的高需求量，尤其是學生與學童。